# Alloa Athletic FC

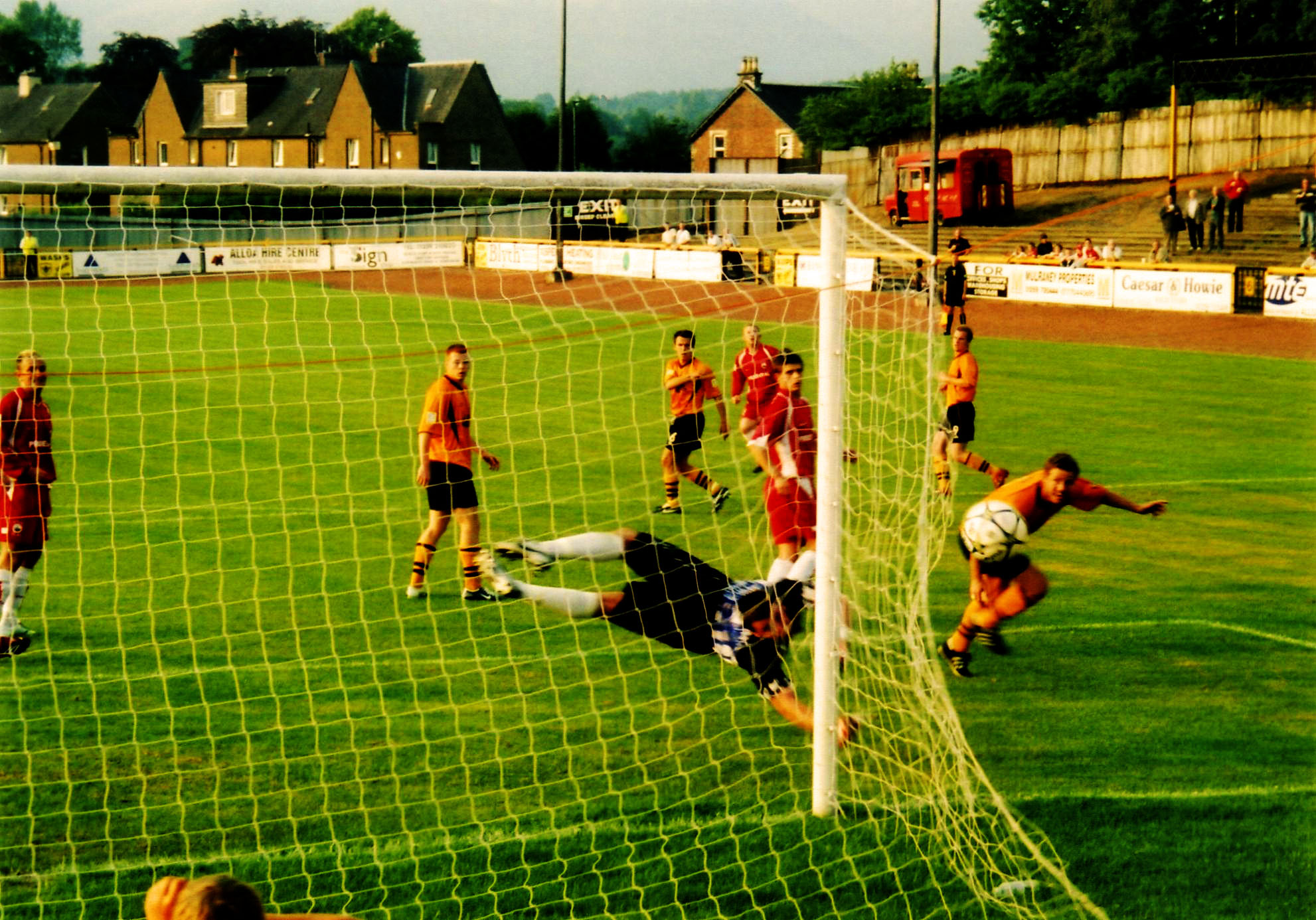
Wedstrijd tegen Stirling, aug 2006

Alloa Athletic is een Schotse voetbalclub uit Alloa in Clackmannanshire. De bijnaam van de club is de Wespen omdat hun outfit aan een wesp doet denken.
De club werd in 1878 opgericht als Clackmannan County en veranderde in 1879 de naam in Alloa AFC, de huidige naam werd in 1883 aangenomen. In 1921 werd de club tot de Football League toegelaten en werd in het eerste seizoen kampioen van de 2de klasse. Het volgende seizoen kon de club het succes niet doortrekken in de Premier League en degradeerde. In 1939 promoveerde de club opnieuw maar na 5 wedstrijden werd de competitie stilgelegd door het uitbreken van de Tweede Wereldoorlog waardoor 1939/40 geen officieel seizoen is. Na de oorlog belandde de club weer in de 2de klasse en slaagde er nooit meer in te promoveren naar de Premier League waardoor de teller van seizoenen in de hoogste klasse op 1 blijft staan.
De club was vooral in de 2de klasse actief, slechts 2 clubs speelden meer seizoenen in 2de dan Alloa. In de jaren 70 en 80 pendelde de club tussen de 2de en 3de klasse. In 1995 speelde de club in de nieuw opgerichte 4de klasse en werd daar kampioen in 1998, het was de 2de kampioenentitel voor de club na de allereerste in 1922. Het volgende seizoen stelde de club zijn plaats veilig en vernederde buur Stirling Albion met 7-0. In 1999 promoveerde de club opnieuw naar de 2de klasse, de thuishaven, maar degradeerde onmiddellijk. In 2002 keerde de club opnieuw terug maar kon ook deze keer niet langer dan één seizoen standhouden.
Sinds 2003 speelt de club weer in de 3de klasse en leek enkele malen zeker te degraderen maar slaagde er tot 2011 in om die 'dans te ontspringen'. Na degradatie in 2011 volgde in 2012 meteen een kampioenschap in de third division. Een seizoen later promoveerde de club zelfs naar de net gevormde Championship via een zege (3-0, 0-1) in de play-offs op Dunfermline Athletic FC.

## Erelijst
- Scottish Football League First Division

Winnaar (1): 1921/22
- Scottish Football League Third Division

Winnaar (2): 1997/98, 2011/12
- Scottish League Challenge Cup

Winnaar (1): 1999
Runner-up (1): 2001

## Eindklasseringen
| 5 |

| 11 |

| 14 |

| 16 |

| 16 |

| 7 |

| 9 |

| 11 |

| 15 |

| 13 |

| 15 |

| 8 |

| 13 |

| 13 |

| 11 |

| 4 |

| 9 |

| 16 |

| 10 |

| 8 |

| 13 |

| 17 |

| 18 |

| 6 |

| 16 |

| 16 |

| 12 |

| 12 |

| 15 |

| 3 |

| 2 |

| 13 |

| 6 |

| 14 |

| 6 |

| 2 |

| 6 |

| 14 |

| 2 |

| 14 |

| 6 |

| 7 |

| 2 |

| 14 |

| 9 |

| 3 |

| 5 |

| 7 |

| 5 |

| 9 |

| 4 |

| 1 |

| 5 |

| 2 |

| 10 |

| 2 |

| 9 |

| 7 |

| 6 |

| 9 |

| 7 |

| 4 |

| 8 |

| 2 |

| 9 |

| 1 |

| 2 |

| 8 |

| 9 |

| 10 |

| 2 |

| 3 |

| 8 |

| 8 |

| 10 |

| 5 |

| 4 |

| 3 |

| 5 |

| Niveau 1 | Niveau 2 | Niveau 3 | Niveau 4 |

| Periode    | Niveau 1                | Niveau 2              | Niveau 3            | Niveau 4            |
| 1893-1975  | Division One            | Division Two          | Division Three      | --                  |
| 1975-1998  | Premier Division        | First Division        | Second Division     | Third Division      |
| 1998-2013  | Scottish Premier League | First Division        | Second Division     | Third Division      |
| 2013-heden | Scottish Premiership    | Scottish Championship | Scottish League One | Scottish League Two |

## Records
- Hoogste aantal toeschouwers: 15 467 tegen de Celtic FC in 1955
- Grootste overwinning: 9-0 tegen Selkirk in 2005
- Grootste nederlaag: 0-10 tegen Dundee FC in 1947, 0-10 tegen Third Lanark

## Bekende (oud-)spelers
Nederlanders
- Guido van de Kamp